# Caligula manonis
Caligula manonis är en fjärilsart som beskrevs av Matsumura 1927. Caligula manonis ingår i släktet Caligula och familjen påfågelsspinnare. Inga underarter finns listade i Catalogue of Life.